# Elezioni legislative in Francia del 1910
Le elezioni legislative in Francia del 1910 per eleggere i 590 membri della Camera dei Deputati si sono tenute dal 24 aprile all'8 maggio. Il sistema elettorale utilizzato fu un maggioritario a doppio turno per ogni arrondissement.
Benché in minoranza, l'opposizione di destra (FR, ALP e indipendenti) si coalizzò in un fronte parlamentare comune in seguito all'affare delle fiches del 1904, che generò un forte sentimento antimassonico.

## Risultati
|                                   |                                                     |            |      |       |
| Partito                           | Partito                                             | Voti       | Voti | Seggi |
| Partito                           | Partito                                             | Numero     | %    | Seggi |
|                                   | Partito Radical-Socialista (PRRRS)                  | 2 966 800  | 34,7 | 149   |
|                                   | Partito Repubblicano-Socialista (PRS)               | 1 889 253  | 22,1 | 113   |
|                                   | Alleanza Repubblicana Democratica (ARD)             | 1 257 714  | 14,7 | 85    |
|                                   | Sezione Francese dell'Internazionale Operaia (SFIO) | 787 006    | 9,2  | 75    |
|                                   | Federazione Repubblicana (FR)                       | 762 970    | 8,9  | 60    |
|                                   | Azione Liberale Popolare (ALP)                      | 737 616    | 8,6  | 59    |
|                                   | Destre (DR)                                         | 149 564    | 1,7  | 49    |
| Totale voti                       | Totale voti                                         | 8 550 923  | 100  | 590   |
| Elettori iscritti                 | Elettori iscritti                                   | 11 058 702 | –    | –     |
| Astenuti                          | Astenuti                                            | 2 507 779  | 22,7 | –     |
| Fonte: Le Matin, France Politique |                                                     |            |      |       |